# Wanamakerovy varhany

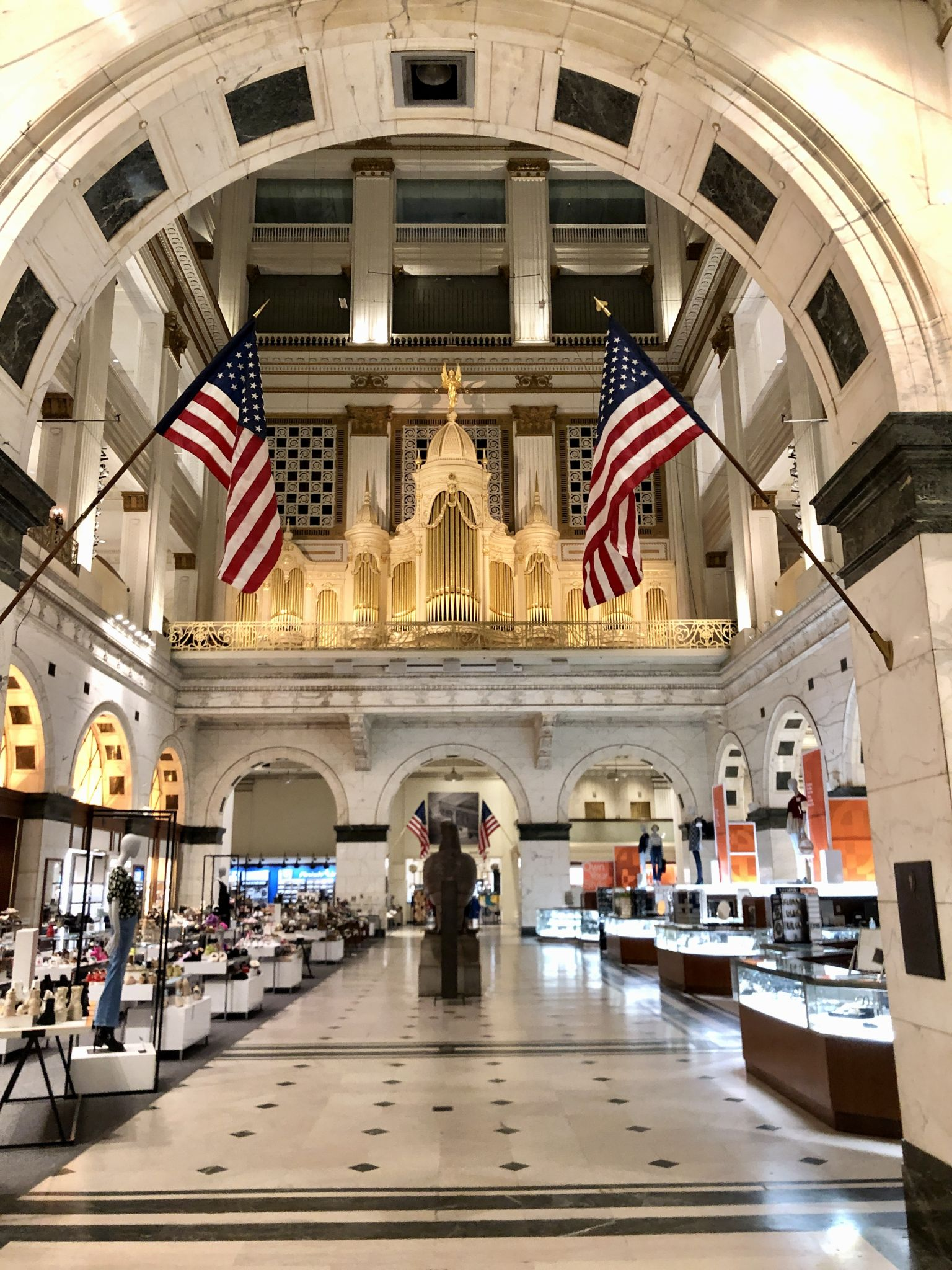
Wanamakerovy varhany při pohledu ze sálu. Píšťaly jsou pouze dekorativní, skutečně hrají píšťaly ukryté za nimi a nad nimi. Vzhled varhan navrhl Daniel Hudson Burnham

Wanamakerovy varhany (Wanamaker Grand Court Organ) ve Filadelfii jsou největší plně funkční varhany světa. Nacházejí se v prostorném sedmipodlažním sále Grand Court v obchodním domě Macy's Center City (dříve obchodní dům Wanamaker's), pro nějž je koupil John Wanamaker, a hraje se na ně dvakrát denně od pondělí do soboty. Zvláštní koncerty se navíc konají v průběhu celého roku. 
Wanamakerovy varhany jsou koncertní varhany postavené v duchu americké symfonické školy designu varhan, kombinující tradiční varhanní tón se zvukovými barvami symfonického orchestru. V současné konfiguraci mají 28 750 píšťal ve 464 rejstřících. Varhany mají šest manuálů s řadou dalších ovládacích prvků. Mají největší sekci smyčců na světě obsahující osmdesát osm rejstříků vyrobených společností WW Kimball Company v Chicagu. Varhany jsou proslulé svým orchestrálním zvukem a charakterizuje je vynikající řemeslné zpracování a luxusní materiál. Obchodní dům Wanamaker založil vlastní varhanní dílnu, aby zajistil chod varhan. Dnes o varhany pečují dva kurátoři.